# Kadodara
Kadodara é uma vila no distrito de Surat, no estado indiano de Gujarat.

## Demografia
Segundo o censo de 2001, Kadodara tinha uma população de 14 819 habitantes. Os indivíduos do sexo masculino constituem 68% da população e os do sexo feminino 32%. Kadodara tem uma taxa de literacia de 68%, superior à média nacional de 59,5%: a literacia no sexo masculino é de 77% e no sexo feminino é de 50%. Em Kadodara, 12% da população está abaixo dos 6 anos de idade.